# 类隐脉叶蝉属
类隐脉叶蝉属（学名：Sinonirvana）为叶蝉科的一个属。

## 下属物种
本属包括以下物种：
- 多毛类隐脉叶蝉 Sinonirvana hirsuta Gao & Zhang, 2014